# Diecéze Agnus
Diecéze Agnus je titulární diecéze římskokatolické církve.

## Historie
Agnus v dnešním Egyptě je starobylé biskupské sídlo v někdejší římské provincii Aegyptus I. Bylo sufragánní diecézí alexandrijského patriarchátu.
Neznáme žádné biskupy tohoto sídla.
Dnes je využívána jako titulární biskupské sídlo; v současnosti nemá titulárního biskupa.

## Seznam titulárních biskupů
- György Gábor Blazsovszky, O.S.B.M. (1738–1742)
- Richard Patrick Smith (1837–1845)
- Thomas John Feeney, S.J. (1951–1955)
- Paul Nguyễn Văn Bình (1955–1960)
- Michel-Louis Vial (1961–1963)